# ماري تريزا فيدال
ماري تريزا فيدال (بالإنجليزية: Mary Theresa Vidal)‏ (25 يوليو 1815 في المملكة المتحدة - 19 نوفمبر 1873)؛ روائية بريطانية.